# IXe congrès du Parti communiste (France)
Le IXe congrès du PCF s'est tenu à Arles du 25 au 29 décembre 1937.

## Contexte
Le congrès participe pleinement au culte de la personnalité du secrétaire général, Maurice Thorez. 
Présence de nombreux intellectuels.

## Rapports
- La mission de la France (Thorez)
- La liquidation de la scission, l'unité de la classe ouvrière et le parti unique (Duclos)
- Les revendications paysannes (Renaud-Jean)
- La grande famille des communistes (Gitton)

## Membres de la direction

### Bureau politique
- Titulaires : Marcel Cachin, Maurice Thorez, Jacques Duclos, André Marty, Gaston Monmousseau, Pierre Semard.
- Suppléants : François Billoux, Arthur Ramette.